# براد ليزلي
براد ليزلي (بالإنجليزية: Brad Lesley)‏ هو لاعب كرة قاعدة أمريكي، ولد في 11 سبتمبر 1958 في مقاطعة ستانيسلوس في الولايات المتحدة، وتوفي في 27 أبريل 2013 في مارينا دل راي، كاليفورنيا في الولايات المتحدة بسبب قصور كلوي.

## وصلات خارجية
- براد ليزلي على موقع الدوري الياباني لكرة القاعدة (الإنجليزية)
- براد ليزلي على موقعبيزبول رفرنس.كوم (الدوري الرئيسي) (الإنجليزية)
- براد ليزلي على موقعبيزبول رفرنس.كوم (الدوري الثانوي) (الإنجليزية)
- براد ليزلي على موقع إي إس بي إن.كوم (أم.أل.بي) (الإنجليزية)
- براد ليزلي على موقع مشجعي الرسوم البيانية (الإنجليزية)
- براد ليزلي على موقع IMDb (الإنجليزية)
- براد ليزلي على موقع قاعدة بيانات الفيلم (الإنجليزية)